# Frankie: Italian Roulette
Pour plus de détails, voir Fiche technique et Distribution.
Frankie: Italian Roulette est un court-métrage américano-italien écrit et réalisé par Francesco Mazza , qui joue également le personnage principal, sorti en 2015.
Le co-auteur de Frankie (Italian Roulette) est le metteur en scène basé à New York, Amos Poe (en).

## Synopsis
Le film raconte l'histoire d'un immigré italien, Frankie Tramonto, luttant pour survivre dans la ville de New York moderne, au travers d'improbables rencontres, de la cuisine typique italienne et l'ombre d'un avocat d'immigration qui l'oblige à affronter un choix  sombre afin de rester aux Etats-Unis.

## Distribution
- Francesco Mazza
- Olan Montgomery
- Christina Toth

## Récompenses et distinctions
- Nommé "Meilleur Court" à Nastro d'Argento 2016 (cinquina finalista) [2](Rome, Italie)
- Vainqueur du "Meilleur Court" au Oaxaca Film Fest (en) en 2015 (Oaxaca, Mexique)
- Lauréat du "Prix du Public" au Short Cut Film Festival de 2015 (Chicago)
- Sélection officielle au DC Short Film Festival [3] (Washington DC, états-unis)
- Sélection officielle à Big Apple Film Festival en 2015 (New York)
- Sélection officielle au Lone Star Film Festival en 2015 (Fort Worth, Etats-unis)
- Sélection officielle au Crossroads Film Festival (en) [4] en 2016 (Jackson, Etats-unis)
- Sélection officielle au New York Festival du Film Indépendant [5] en 2016 (New York)
- Sélection officielle au Big Island Film Festival (en) en 2016 (Hawaii, Etats-unis)
- Sélection officielle au Arlington International Film Festival en 2016
- Sélection officielle Long Island Film Festival en 2016
- Sélection officielle pour le Jour du Court-Métrage en 2015 au Centro Internazionale del Corto[6]